# Marg Helgenberger
 (novembre 2010).
Si vous disposez d'ouvrages ou d'articles de référence ou si vous connaissez des sites web de qualité traitant du thème abordé ici, merci de compléter l'article en donnant les références utiles à sa vérifiabilité et en les liant à la section « Notes et références ».
Mary Helgenberger, dite Marg Helgenberger, née le 16 novembre 1958 à Fremont, dans le Nebraska, est une actrice américaine.
Elle est principalement connue pour ses personnages de 'K.C.' Koloski dans la série China Beach (1988-1991) et surtout Catherine Willows dans la série télévisée Les Experts (2000-2015) et Les Experts : Vegas (2022-2024).

## Biographie

### Enfance et formation
Elle est issue d'une famille modeste et a grandi au Nebraska. Son père était inspecteur sanitaire dans un abattoir et sa mère infirmière, métier que la jeune Mary Marg envisageait de faire initialement avant de découvrir le théâtre.
Après son bac elle suit des cours de théâtre et sort diplômée en Art dramatique. Elle gagne de l'argent en présentant la météo sur une chaîne de télé locale et en travaillant le soir à l'abattoir où exerce son père.

### Carrière
Marg Helgenberger, commence sa carrière en 1982 grâce au feuilleton américain Ryan's Hope, elle y fera 26 apparitions en 3 ans.
En 1988, elle décroche son premier rôle important qui va lui apporter la notoriété, celui de 'K.C.' Koloski une prostituée soutenant les soldats américains au Vietnam, dans la série China Beach (1988-1991). Ce rôle lui vaudra plusieurs nominations aux Golden Globe et aux Emmy Awards, elle décroche ce dernier en 1990.
Dans les années 1990-2000, elle enchaîne les rôles à la télévision (Urgences), et les rôles secondaires au cinéma (Bad Boys, La Mutante ou Erin Brockovich).
En 2000, elle décroche le rôle qui va lui apporter la reconnaissance internationale, Catherine Willows, dans la série télévisée Les Experts. Elle quitte la série lors du douzième épisode de la douzième saison, avant d'y revenir en 2013, lors du 300e épisode et pour le double épisode final en 2015.

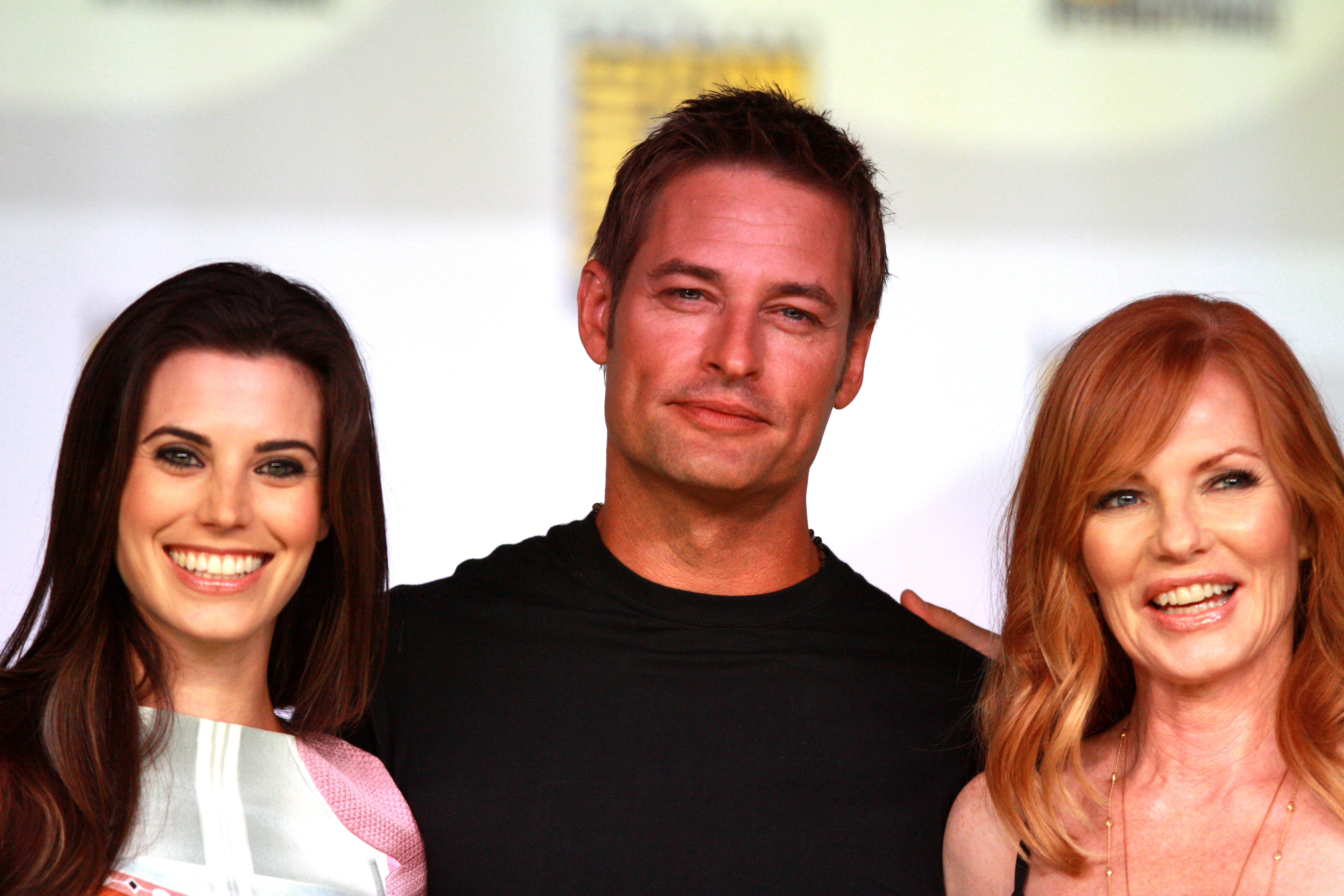
Meghan Ory, Josh Holloway & Marg Helgenberger en juillet 2013.

Au cinéma, elle a joué face à Will Smith, Forest Whitaker, Julia Roberts, Dennis Quaid, Kevin Costner ou Val Kilmer.
En 2014, elle est tête d'affiche de la série Intelligence aux côtés de Josh Holloway (Sawyer dans Lost) et de Meghan Ory, la série s'arrête au bout de 13 épisodes.
En 2015, elle obtient un rôle récurrent dans la saison 3 de Under the Dome.
Elle reprend exceptionnellement son rôle dans la série Les Experts pour le 300e épisode de la série.
Cette dernière se termine en 2015, avec un double épisode, à cette occasion, elle reprend son rôle.
Le 14 février 2022, on apprend qu'elle sera dans la saison 2 de Les Experts : Vegas, la suite directe des Experts. La série est annulée le 19 avril 2024 après trois saisons.

### Vie privée

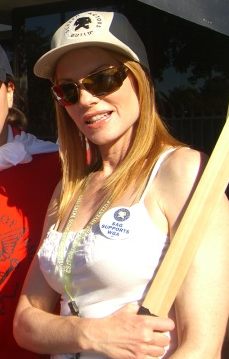
Marg Helgenberger en 2007.

En 1986, son père meurt des suites d'une sclérose en plaques.
En 1989, elle se marie avec l'acteur Alan Rosenberg qui était son compagnon depuis trois ans et en 1990 elle donne naissance à leur fils unique, Hugh. En 1997, elle tente d'avoir un deuxième enfant, mais c'est un échec malgré des traitements hormonaux et elle envisage même l'adoption.
Mary Marg Helgenberger est très impliquée dans la lutte contre le cancer depuis que sa mère a réchappé d'un cancer du sein au début des années 1980.
Elle vit discrètement dans une villa de Los Angeles.

## Filmographie

### Au cinéma
- 1989 : Peacemaker (court métrage) : Madame Cooper
- 1989 : Après minuit (en) (After Midnight) : Alex
- 1989 : Always : Rachel
- 1991 : Crooked Hearts : Jennetta
- 1993 : Les Intrus (Distant Cousins) : Connie
- 1994 : Deux cow-boys à New York (The Cowboy Way) : Margarette
- 1994 : Blind Vengeance de Stephen Lieb
- 1995 : Bad Boys : le capitaine Alison Sinclair
- 1995 : La Mutante (Species) : Dr. Laura Baker
- 1995 : Just Looking : Darlene Carpenter
- 1996 : Président ? Vous avez dit président ? (My Fellow Americans) : Joanna (Non créditée)
- 1997 : Suicide Club (The Last Time I Committed Suicide) : Lizzy
- 1997 : Menace toxique (Fire Down Below) : Sarah Kellogg
- 1998 : La Mutante 2 (Species II) : Dr. Laura Baker
- 2000 : Erin Brockovich, seule contre tous (Erin Brockovich) de Steven Soderbergh : Donna Jensen
- 2004 : En bonne compagnie (In Good Company) avec Dennis Quaid : Ann Foreman
- 2007 : Mr. Brooks avec Kevin Costner : Emma Brooks
- 2008 : Columbus Day avec Val Kilmer : Alice
- 2009 : Wonder Woman (vidéo) : Hera (voix)
- 2009 : Conan: Red Nails : Princesse Tascela (voix)
- 2016 : Almost Friends de Jake Goldberger : Samantha
- 2019 : Mes autres vies de chien (A Dog's Journey) de Gail Mancuso : Hannah Montgomery

### À la télévision
- 1982 à 1985 :  Ryan's Hope (26 épisodes) : Siobhan Ryan Novak
- 1986 : Spenser (1 épisode) : Nancy Kettering
- 1987 : Shell Game (en) (6 épisodes) : Natalie Thayer
- 1987 : Karen's Song (1 épisode) : Francie
- 1987 : Matlock (1 épisode) : Victoria Rollins / Laura Norwood
- 1987 : Génération Pub (1 épisode) : Cooper
- 1988 à 1991 : China Beach (62 épisodes) : Karen Charlene 'K.C.' Koloski une prostituée soutenant les soldats américains au Vietnam.
- 1990 : Blind Vengeance : Virginia Whitelaw
- 1991 : La revanche de l'au-delà (Death Dreams) : Crista Westfield
- 1991 : Les Contes de la crypte : (Saison 3 Épisode 12 : " Dernière Limite ") : Vicky
- 1991 : The Hidden Room (1 épisode) : Jane
- 1992 : Cœurs en feu (In Sickness and in Health) : Mickey
- 1992 : Piège à domicile (Through the Eyes of a Killer) : Laurie Fisher
- 1993 : Les Tommyknockers (The Tommyknockers) (mini série) : Roberta 'Bobbi' Anderson
- 1993 : Mercenaire par amour (When Love Kills: The Seduction of John Hearn) : Debbie Banister
- 1993 : Fallen Angels (1 épisode) : Eve Cressy
- 1993 : Partners : Georgeanne Bidwell
- 1994 : L'aigle rouge (Lie Down with Lions) : Kate Nessen
- 1994 : Où sont mes enfants? (Where Are My Children?) : Vanessa Meyer Vernon Scott
- 1994 : Keys : Maureen 'Kick' Kickasola
- 1995 : The Larry Sanders Show (1 épisode) : Susan Elliott
- 1995 : Cap sur l'enfer (Inflammable) : Lt. (j.g.) Kay Dolan
- 1996 : Colère froide (Conundrum) : Det. Rose Ekberg
- 1996 : Urgences (ER) (5 épisodes) : Karen Hines
- 1997 : Meurtre en direct (Murder Live! (en)) : Pia Postman
- 1997 : Gold Coast : Karen DiCilia
- 1998 : Thanks of a Grateful Nation : Jerrilynn Folz
- 1998 : Giving Up the Ghost : Anna Hobson
- 1999 : Partners (épisode Pilot) : Eve Darrin
- 1999 : Happy Face Murders (en) : Jen Powell
- 1999 : Mort à petite dose (Lethal Vows) : Ellen Farris
- 2000 : Frasier (1 épisode) : Emily
- 2000 : Un meurtre parfait (Perfect Murder, Perfect Town (en) : Patsy Ramsey
- 2000 à 2015 : Les Experts (260 épisodes) : Catherine Willows
- 2004 : Les rois du Texas (1 épisode) : Madame Hanover
- 2014 : Intelligence (13 épisodes) : Lillian Strand
- 2015 : Under The Dome (11 épisodes) :  Christine Price
- 2019 à 2022 : All Rise  (38 épisodes) : Juge Lisa Benner
- 2022 à 2024 : Les Experts : Vegas (24 épisodes) : Catherine Willows

### Jeux Vidéo
- 2003 : CSI : Crime Scene Investigation : Catherine Willows
- 2004 : CSI : Crime Scene Investigation - Dark Motives : Catherine Willows

## Voix françaises
En France
| - Emmanuèle Bondeville dans : - Scandale à la une (téléfilm) - Les Experts (série télévisée) - Mr. Brooks - Intelligence (série télévisée) - Under the Dome (série télévisée) - Mes autres vies de chien - All Rise (série télévisée) | - Laure Sabardin dans (les séries télévisées) : - China Beach - Urgences - Martine Irzenski dans : - Amour déloyal - Les Contes de la crypte (série télévisée) Et aussi - Michèle Buzynski dans Menace toxique - Béatrice Delfe dans Mort à petites doses (téléfilm) |